# Beautiful Amulet
Beautiful Amulet是日本聲優田村由香里的第13張單曲，由KING RECORDS於2007年8月1日發行，商品編號為KICM-1212。

## 收錄曲目
1. Beautiful Amulet
  - 作詞：椎名可憐，作曲、編曲：太田雅友
  - 動畫「魔法少女奈葉StrikerS」後期片尾曲
2. - 作詞：三井ゆきこ、作曲・編曲：太田雅友
3. Jelly Fish
  - 作詞：三井ゆきこ，作曲：marhy，編曲：Dux
  - 文化放送系電台節目結尾曲（2007年10月－2008年1月）
4. - 作詞：羽月美久，作曲：磯崎健史，編曲：小松一也